# Smeg
Smeg es un fabricante italiano de electrodomésticos.

## Historia
La empresa fue fundada en 1948 por Vittorio Bertazzoni como empresa de esmaltado y metalurgia. Actualmente, aunque Smeg sea una empresa de electrodomésticos, se puede ver que son las siglas de Smalterie Metallurgiche Emiliane Guastalla, por lo que queda reflejado su origen.
Durante la década de 1950, la actividad metalúrgica de la empresa se combinó con la producción de sus primeros aparatos de cocina. En 1956, la empresa presenta “Elisabeth”, una de las primeras cocinas a gas equipada con encendido automático, válvula de seguridad en el horno y programador de cocción.
En los años sesenta, Smeg presentó su primera lavadora, la 'Leda', y luego presentó el lavavajillas Niagara de 60 cm, conocido por su capacidad de carga sin precedentes de 14 cubiertos.
En 1971, la empresa comenzó la producción de placas y hornos empotrados.

## Otras actividades
Aunque Smeg se dedicaba en un principio en el sector residencial, ingresó más tarde al mercado comercial. Smeg Food Service fabrica electrodomésticos destinados a hoteles, restaurantes y catering, mientras que Smeg Instruments suministra equipos de desinfección para hospitales y consultorios dentales.

## Negocio
El diseño y la fabricación de los electrodomésticos Smeg se concentra en cuatro fábricas ubicadas en el norte de Italia, cada una de las cuales se especializa en un tipo específico de electrodoméstico. Smeg tiene filiales en todo el mundo, oficinas en el extranjero y una extensa red de ventas. Smeg ha desarrollado una colección de productos en colaboración con arquitectos y diseñadores, incluidos Guido Canali (que también diseñó la sede de la empresa en Guastalla), Mario Bellini, Renzo Piano y Marc Newson.

## Electrodomésticos de estilo retro

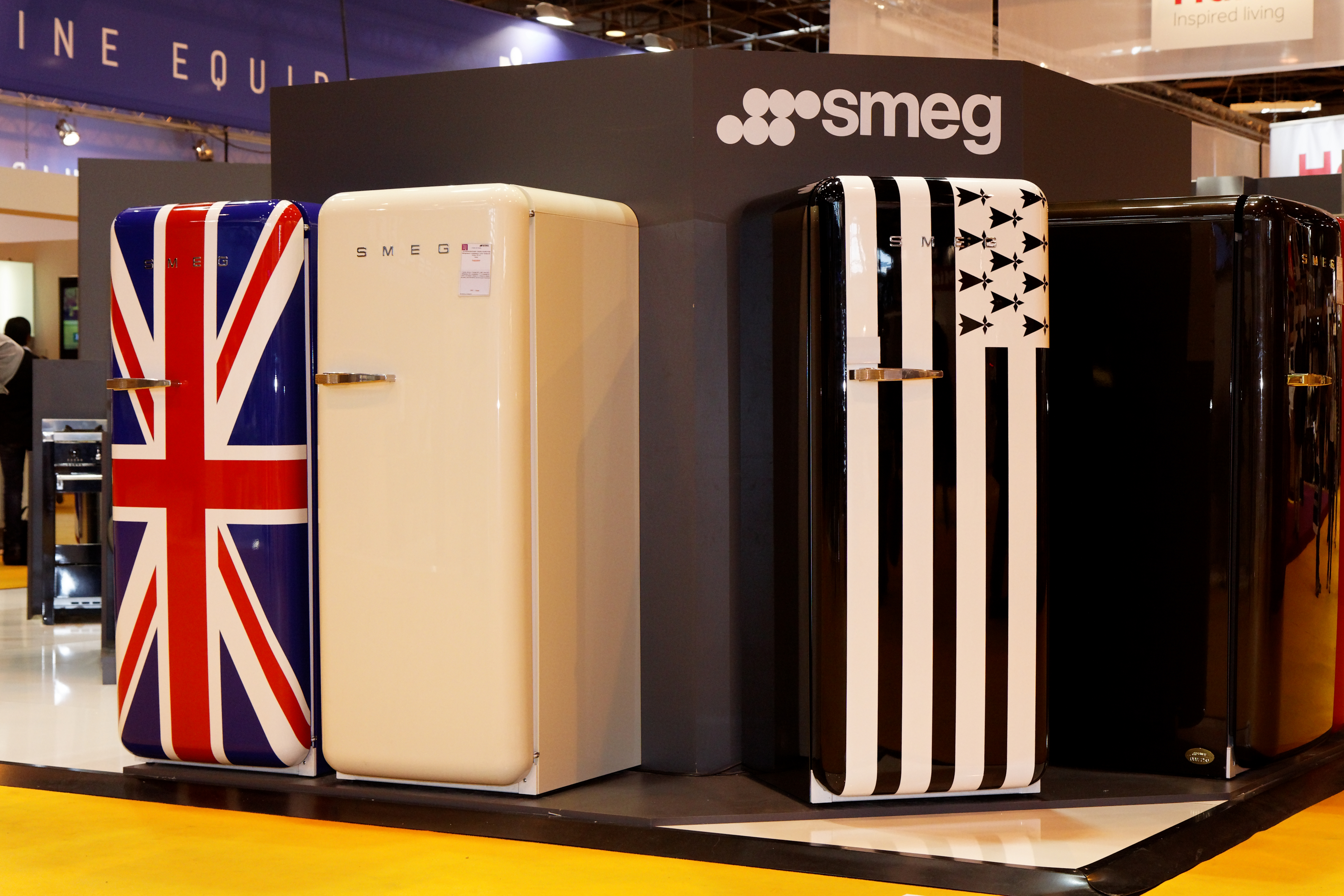
Nevera con estilo retro.

En 1997, Smeg lanzó sus neveras de estilo retro. Producido en varios colores, el FAB28 lucía las distintivas letras SMEG, puertas con curvas profundas y una manija gruesa que evocaba la década de 1950.
Posteriormente, se lanzaron al mercado distintas versiones de frigoríficos y las opciones de color se ampliaron para incluir rosa, amarillo, naranja y lima, además de ediciones especiales, incluida una puerta con la Union Jack.
En 2014, Smeg amplió aún más la gama de estilo FAB 50s, con una colección de pequeños electrodomésticos como tostadoras y teteras.

## Premios
- 2010: Premio al Buen Diseño otorgado por el Ateneo de Chicago, el Museo de Arquitectura y Diseño y el Centro Europeo de Arquitectura, Arte, Diseño y Estudios Urbanos, por su horno FP610SG y la placa de cocción P755SBL de la innovadora línea de productos Newson.[2]